# جشنواره موسیقی سی‌ام‌ای
جشنواره موسیقی سی‌ام‌ای (انگلیسی: CMA Music Festival) یک جشنواره موسیقی چهار-روزه است که ژوئن هرسال توسط انجمن موسیقی کانتری در نشویل، تنسی برگزار می‌شود.